# David di Tommaso
David di Tommaso (Échirolles, 6 oktober 1979 — De Meern, Utrecht, 29 november 2005) was een Frans profvoetballer, die op het moment van zijn overlijden onder contract stond bij FC Utrecht.

## Levensloop

### Carrière
Di Tommaso begon zijn carrière bij AS Monaco in het seizoen 1997/98. Bij Monaco brak hij nooit definitief door; in drie seizoenen kwam hij tot veertien optredens. De verdediger vertrok vervolgens voor vier jaar naar CS Sedan Ardennes, waar hij het eerste seizoen zeven wedstrijden speelde en hij het jaar erop een vaste waarde werd met 24 gespeelde wedstrijden. Ook in het seizoen 2002/03 (twintig duels en één goal) en 2003/04 (26 duels en één goal) kwam hij aan spelen toe.
In 2004 dwong Di Tommaso een transfer naar FC Utrecht af, waar hij de opvolger moest worden van Patrick Zwaanswijk. Di Tommaso was vanaf het begin af aan een vaste waarde bij de club. In het seizoen 2004/05 speelde hij 31 competitieduels (allemaal als basisspeler). Hij werd in zijn eerste seizoen door de supporters uitgeroepen tot speler van het seizoen. Ook in het seizoen 2005/06 speelde Di Tommaso tot aan zijn overlijden alle wedstrijden, eveneens als basisspeler.

### Overlijden
Zijn laatste wedstrijd speelde Di Tommaso tegen Ajax op zondag 27 november 2005. FC Utrecht won het duel met 1–0. De euforie van de overwinning heeft echter niet lang mogen duren. In de nacht van maandag op dinsdag overleed Di Tommaso namelijk volkomen onverwachts in zijn slaap aan een acute hartstilstand. Di Tommaso werd 26 jaar. Hij liet zijn vrouw Audrey en een zoon na.

### Reacties op het overlijden
Donderdag 1 december 2005 werd er met een grote ceremonie afscheid genomen van Di Tommaso. In Stadion Galgenwaard waren ruim 14.000 supporters van FC Utrecht aanwezig. Vele sprekers, onder wie toenmalige voorzitter Jan Willem van Dop, coach Foeke Booy en aanvoerder Jean-Paul de Jong, bewezen DiTo de laatste eer. In het stadion waren behalve de familieleden van Di Tommaso en de voltallige selectie van FC Utrecht ook alle jeugdteams van de club aanwezig. 

Er werd besloten om het rugnummer 4 waarmee hij speelde nooit meer te gebruiken, een initiatief dat met luid applaus door de aanwezigen werd begroet. Niet alleen in het eerste elftal, maar ook bij Jong FC Utrecht en in de jeugdopleiding wordt het nummer niet meer toegewezen. Daarnaast werd besloten de prijs voor de beste speler van het seizoen te vernoemen naar Di Tommaso. Vanaf het seizoen 2005/06 heet deze prijs de David di Tommaso-trofee. Naast FC Utrecht besloot CS Sedan, de vorige club van Di Tommaso, eveneens het door Di Tommaso gedragen rugnummer (29) nooit meer te gebruiken. Op 3 december werd Di Tommaso in besloten kring in Frankrijk gecremeerd.

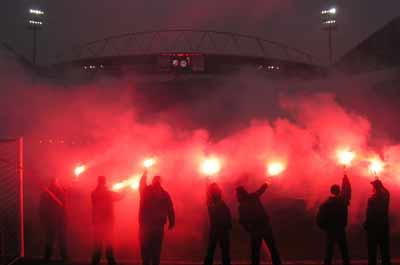
Ceremonie in Stadion Galgenwaard (1 december 2005)

Bij de eerste competitiewedstrijd van FC Utrecht na het overlijden, op 11 december 2005 tegen FC Groningen, werd opnieuw bij Di Tommasso stilgestaan. De meeste aanwezigen in het stadion, inclusief de meegereisde supporters uit Groningen, droegen die dag zwarte kleding. De wedstrijd begon met een minuut stilte.
Op 23 maart 2007 werd de David di Tommaso Memorial Match gespeeld in Stadion Galgenwaard, waarbij FC Utrecht het opnam tegen de Franse club AS Monaco. De netto-opbrengst van de wedstrijd ging naar de nabestaanden van Di Tommaso. Ook AS Monaco zelf droeg een steentje bij: Gaël Givet zamelde voetbalshirts in van spelers als Fabien Barthez, Samuel Eto'o en Alessandro Del Piero, om die vervolgens te veilen via de clubwebsite. Op 12 mei 2013 werd Di Tommaso vereeuwigd op de Bunnikside met een borstbeeld boven de ingang van het supportershome. 
Sinds het overlijden van Theo Bos in 2013 staat ieder (uit)duel van FC Utrecht tegen Vitesse jaarlijks in het teken van Bos en Di Tommaso. Beiden zijn voormalig dragers van het rugnummer 4.

## Erelijst
| Competitie            |           |           |           |           |
| Competitie            | Aantal    | Jaren     |           |           |
| AS Monaco             | AS Monaco | AS Monaco | AS Monaco | AS Monaco |
| --------------------- | --------- | --------- | --------- | --------- |
| Division 1            | 1x        | 1999/00   |           |           |
| Trophée des Champions | 1x        | 2000      |           |           |
| FC Utrecht            |           |           |           |           |
| Johan Cruijff Schaal  | 1x        | 2004      |           |           |